# بريسينتو

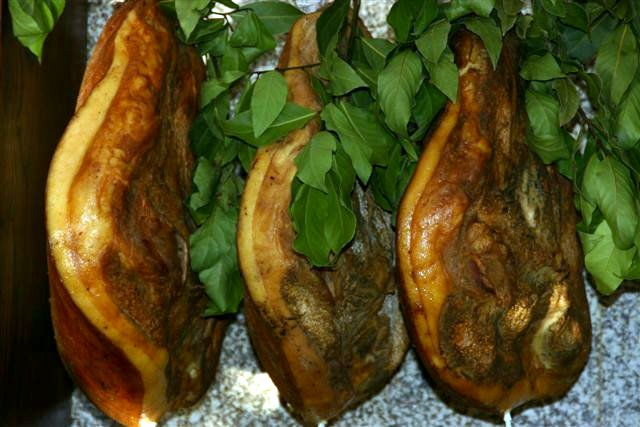
بريسينتو

بريسينتو لَحمُ خَنزيرٌ جافٌ مُمَلحٌ أصلهُ من البُرتغالِ، المُشابه للَحمِ الخنزير الإيطاليّ المُقدد (بُروسكيتو كرودو) أو للَحم الخنزير الإسباني(جامون).
مِن بَينِ مَجموعة مُتنوعة من (بريسينتوس) لُحُومِ الخنزير البُرتُغالية، يُعتبر (بريسينتو) القادم مِن مَدينة تشافز (تُلفظُ بالبرتغالية سافز) الاكثرُ شهرة، يُنشئُ في شمالِ البُرتغالِ، ومدينة ألنتيجو في الجَنوبِ، تَصنعُ خنازير ألنتيجو مَحلية.
يَحمي القانونُ الأوروبي عدةَ أنواعٍ من ما قبل الأونترو مع مؤشراتٍ جغرافيةٍ.

## الأصطلاح
أُخذت كَلِمةُ (برسنكتس) في الماضيِ مِن اللاتينيةِ العاميةِ.
جاءت أساساً مِنَ الفعل (سوغو) الذي يَعني (يَمصُ)، ولَيسَ لها علاقةُ بالكلمَتين الإسبانية والإيطالية المُتطابقتين القادمتين بشكلٍ أساسي من إعتقادهم الخاطئ أنها مِن أسمِ المفعول به (سومو) والتي تَعني (يَحتلُ أو يَتعهد).

## بريسينتو(بي دي أو) و (أي جي بي)
حُميت ستةَ انوعٍ مُختلفة من لَحمِ الخنزير بموجبِ القانون الأوروبي بأسم تَخصيص المُنشئ المَحمي:
- بريسينتو دي بارنكوس. (بي جو أو) (تَعني لَحمُ خنزير الوديان).[1]

- بريسينتو دو النتيجو و باليتا دو النتيجو. (بي دو أو) (تَعني لَحمُ خنزير في النتيجو).[1]
- بريسينتو دي باروسو (بي جي أي). ( تَعني لَحمُ الخنزير الطيني).[1]
- بريسينتو دي سامبو مايور أي لافس و باليتا دي سامبو مايور أي لافس ( بي جي أي).[1]
- بريسينتو دي سانتانا دا سيرا و باليتا دي سانتانا دا سيرا.(بي جي أي).[1]
- بريسينتو دي فيناس أو بريسينتو بايسارو دي فيناس.( بي جي أي).[1]